# Bildnis eines Feldherrn (Tizian)
Bildnis eines Feldherrn ist ein Gemälde aus der Renaissance von Tizian. Es gehört zur Sammlung der Gemäldegalerie Alter Meister in Kassel.

## Bildbeschreibung
Tizians Gemälde entstand um 1550 im Cinquecento. Das lebensgroße Bildnis zeigt vermutlich Giovanni Frances Acquavita, Herzog von Atri. Die imposante Erscheinung des Dargestellten legt Vermutungen nahe, dass es sich um einen bedeutenden Feldherren handelt, den Tizian mit großer Erfindungskraft und mit einem reich abgestuften Kolorit wiedergegeben hat. Der mit tizianrotem Gewand, Kettenhemd, Lanze und Jagdhund dargestellte Feldherr, in dem der Machtanspruch des Renaissancemenschen sinnfällig wird, steht für die Verkörperung des Kriegsgottes Mars. Amor spielt mit den Waffen des römischen Kriegsgottes vor einer Flusslandschaft, deren flockig-illusionistische Malweise eine bedrohliche atmosphärische Wirkung erzeugt. Die Landschaft wurde erst 1560 von Tizian hinzugefügt.

## Provenienz
Das Porträt Bildnis eines Feldherrn wurde 1756 in Paris für Wilhelm VIII., Landgraf von Hessen-Kassel, erworben. Der Maler Gerard Hoet wirkte hierbei als sein Kunsthändler und erstand das Bild auf der Versteigerung der Sammlung von Marie-Joseph d’Hostun de la Baume-Tallard (1683–1755). Zuvor wurde das Gemälde in Paris im Mai 1733 bei der Auktion der Sammlung Charles Clinet de la Chataigneraye und 1742 bei der Auktion der Sammlung Vittorio Amedeo I di Savoia-Carignano angeboten.

## Weblink
- Informationen zum Gemälde Bildnis eines Feldherrn auf der Internetseite der Gemäldegalerie Alter Meister in Kassel